# Kleinmürbisch
Kleinmürbisch (en húngaro: Felsőmedves) es una ciudad localizada en el Distrito de Güssing, estado de Burgenland, Austria.
- Datos: Q662234
- Multimedia: Kleinmürbisch / Q662234

1. ↑  Worldpostalcodes.org, código postal n.º 7540.